# Liste des comtesses et duchesses d'Alençon
Cet article est une liste des comtesses puis duchesses d'Alençon. L'apanage a souvent été attribué à un frère cadet du roi de France.

## Histoire
Deux lignées comtales se sont éteintes avant que le titre ne soit rattaché à la Maison de Valois. En 1268, Alençon fut donnée en apanage à Pierre, fils de Louis IX puis en 1293, à Charles, comte de Valois, frère de Philippe le Bel. Une troisième maison d’Alençon est issue de Charles II, second fils du comte de Valois, tué à la bataille de Crécy en 1346.
Le comté d’Alençon fut élevé au statut de duché en 1414. Le duc Jean Ier d’Alençon fut tué à la bataille d’Azincourt en 1415, après avoir tué le duc d’York de sa propre main. Son fils, Jean II d’Alençon, perdit son duché à la bataille de Verneuil, le 17 août 1424, lorsqu’il fut battu et fait prisonnier par les forces anglaises dirigées par le duc de Bedford, et ne le reconquit qu’en 1449.
En 1524, le duché d’Alençon revint à la couronne à la suite de la mort sans héritier du duc Charles IV, marié à la sœur de François Ier, Marguerite d'Angoulême, qui semble avoir gardé le titre à vie, car son second mari, Henri II de Navarre l’a utilisé en 1540. En 1559, le titre fut donné à Catherine de Médicis en douaire et, en 1566, en apanage à son fils cadet, François.
En 1605, Henri IV engagea le duché – et la ville – au duc Frédéric Ier de Wurtemberg, avant qu'il ne soit racheté par Marie de Médicis en 1613. Compris par la suite dans l’apanage de Gaston de France frère de Louis XIII, le duché passa, en 1710 au petit-fils de Louis XIV, le duc de Berry, puis à Monsieur, futur Louis XVIII, frère de Louis XVI.
Enfin, le titre de duc d’Alençon fut attribué, sous la Monarchie de Juillet, au fils du duc de Nemours, Ferdinand d’Orléans, petit-fils de Louis-Philippe qui épousa en 1868 Sophie-Charlotte en Bavière, sœur de l'impératrice d'Autriche et de la reine des Deux-Siciles, qui mourut héroïquement pendant l'Incendie du Bazar de la Charité le 4 mai 1897.

## Capétiens directs (1268-1283)
| Portrait | Nom (dates)                           | Époux                                    | Titres | Famille                                                                                            |
| -------- | ------------------------------------- | ---------------------------------------- | --- | -------------------------------------------------------------------------------------------------- |
|          | Jeanne de Blois-Châtillon (1253-1291) | - Pierre Ier d'Alençon (mariage en 1272) | - Comtesse d'Alençon (1272-1283) - Comtesse de Blois et de Dunois, dame de Guise (de plein droit, 1280-1291) - Comtesse de Chartres (de plein droit, 1280-1286) | - Princesse de la Maison de Châtillon. Fille de Jean Ier de Blois-Châtillon et d'Alix de Bretagne. |

## Maison de Valois (1286-1325)
| Portrait | Nom (dates)                        | Époux                                 | Titres | Famille |
| -------- | ---------------------------------- | ------------------------------------- | --- | --- |
|          | Marguerite d'Anjou (1273-1299)     | - Charles de Valois (mariage en 1290) | - Comtesse d'Anjou et du Maine (de plein droit, 1290-1299) - Comtesse de Valois, d'Alençon et de Chartres (1290-1299)            | - Princesse de la Maison capétienne d'Anjou-Sicile. Fille de Charles II d'Anjou et de Marie de Hongrie. - Mère d'Isabelle de Valois, de Philippe VI de France, de Jeanne de Valois, de Marguerite de Valois et de Charles II d'Alençon. |
|          | Catherine de Courtenay (1274-1307) | - Charles de Valois (mariage en 1302) | - Impératrice titulaire de Constantinople (de plein droit, 1283-1307) - Comtesse de Valois, d'Alençon et de Chartres (1302-1307) | - Princesse de la Maison de Courtenay. Fille de Philippe Ier de Courtenay et de Béatrice de Sicile. - Mère de Catherine de Valois-Courtenay et de Jeanne de Valois.                                                                     |
|          | Mahaut de Châtillon (1293-1358)    | - Charles de Valois (mariage en 1308) | - Comtesse de Valois, d'Alençon et de Chartres (1308-1325)                                                                       | - Princesse de la Maison de Châtillon. Fille de Guy IV de Châtillon-Saint-Pol et de Marie de Bretagne. - Mère de Marie de Valois, d'Isabelle de Valois, de Blanche de Valois et de Louis de Valois.                                     |

## Maison de Valois-Alençon (1325-1525)
| Portrait | Nom (dates)                                  | Époux                                                                            | Titres | Famille | Armoiries |
| -------- | -------------------------------------------- | -------------------------------------------------------------------------------- | --- | --- | --------- |
|          | Jeanne de Joigny (1300-1336)                 | - Charles II d'Alençon (mariage en 1314)                                         | - Comtesse de Joigny (de plein droit, 1324-1336) - Comtesse d'Alençon et du Perche (1325-1336) | - Princesse de la Maison de Joigny. Fille de Jean II de Joigny et d'Agnès de Brienne. |           |
|          | Marie de la Cerda (1319-1375)                | - Charles d'Étampes (mariage en 1335) - Charles II d'Alençon (mariage en 1336)   | - Comtesse d’Étampes (1335-1336) - Comtesse d'Alençon, de Chartres et du Perche (1336-1346) | - Princesse de la Maison d'Ivrée. Fille de Ferdinand de la Cerda et de Juana Núñez de Lara. - Mère de Louis d'Étampes, de Charles III d'Alençon, de Philippe d'Alençon et de Pierre II d'Alençon. |           |
|          | Marie Chamaillard (1345-1425)                | - Pierre II d'Alençon (mariage en 1371)                                          | - Comtesse d'Alençon et du Perche (1371-1404) - Dame de Sainte-Suzanne (de plein droit, 1372-1425) | - Princesse de la Famille Chamaillard. Fille de Guillaume Chamaillard et de Marie de Beaumont-Brienne. - Mère de Marie d'Alençon, de Jean Ier d'Alençon et de Catherine d'Alençon.                |           |
|          | Marie de Bretagne (1391-1446)                | - Jean Ier d'Alençon (mariage en 1396)                                           | - Comtesse (1404-1414) puis duchesse (1414-1415) d'Alençon - Comtesse du Perche (1404-1415) | - Princesse de la Maison de Montfort-l'Amaury. Fille de Jean V de Bretagne et de Jeanne de Navarre. - Mère de Jean II d'Alençon.                                                                  |           |
|          | Jeanne d'Orléans (1409-1432)                 | - Jean II d'Alençon (mariage en 1424)                                            | - Duchesse d'Alençon et comtesse du Perche (1424-1432) | - Princesse de la Maison d'Orléans. Fille de Charles Ier d'Orléans et d'Isabelle de France. |           |
|          | Marie d'Armagnac (1420-1473)                 | - Jean II d'Alençon (mariage en 1437)                                            | - Duchesse d'Alençon et comtesse du Perche (1437-1473) | - Princesse de la Maison d'Armagnac. Fille de Jean IV d'Armagnac et d'Isabelle de Navarre. - Mère de Catherine d'Alençon et de René d'Alençon.                                                    |           |
|          | Marguerite de Lorraine-Vaudémont (1463-1521) | - René d'Alençon (mariage en 1488)                                               | - Duchesse d'Alençon et comtesse du Perche (1488-1492) | - Princesse de la Maison de Lorraine. Fille de Ferry II de Vaudémont et de Yolande d'Anjou. - Mère de Charles IV d'Alençon, de Françoise d'Alençon et d'Anne d'Alençon.                           |           |
|          | Marguerite d'Angoulême (1492-1549)           | - Charles IV d'Alençon (mariage en 1509) - Henri II de Navarre (mariage en 1527) | - Duchesse d'Alençon et comtesse du Perche (1509-1525) - Duchesse de Berry (par apanage, 1517-1549) - Reine de Navarre, princesse d'Andorre, comtesse de Périgord, d'Armagnac de Rodez, de Foix et de Bigorre, vicomtesse de Limoges et de Béarn, dame d'Albret (1527-1549) | - Princesse de la Maison de Valois-Angoulême. Fille de Charles d'Orléans et de Louise de Savoie. - Mère de Jeanne d'Albret et de Jean de Navarre.                                                 |           |

## Maison de Médicis (1559-1566)
| Portrait | Nom (dates)                      | Époux                                  | Titres | Famille | Armoiries |
| -------- | -------------------------------- | -------------------------------------- | --- | --- | --------- |
|          | Catherine de Médicis (1519-1589) | - Henri II de France (mariage en 1533) | - Comtesse de Lauragais (de plein droit, 1519-1589) - Comtesse d'Auvergne (de plein droit, 1524-1589) - Duchesse d'Orléans (1533-1536 puis 1566-1589) - Dauphine de France et duchesse de Bretagne (1536-1547) - Reine de France (1547-1559) - Duchesse d'Alençon (1559-1566) - Comtesse de Dreux (1559-1569) - Régente de France (1560-1563 puis 1574) | - Princesse de la Maison de Médicis. Fille de Laurent II de Médicis et de Madeleine de La Tour d'Auvergne. - Mère de François II de France, d'Élisabeth de France, de Claude de France, de Louis de France, de Charles IX de France, d'Henri III de France, de Marguerite de France, de François de France, de Jeanne de France et de Victoire de France. |           |

## Troisième maison d'Orléans (1646-1660)
| Portrait | Nom (dates)                        | Époux                                | Titres | Famille | Armoiries |
| -------- | ---------------------------------- | ------------------------------------ | --- | --- | --------- |
|          | Marguerite de Lorraine (1615-1672) | - Gaston de France (mariage en 1632) | - Duchesse d'Orléans, de Chartres et de Valois, comtesse de Blois (1632-1660) - Duchesse d'Alençon (1646-1660) | - Princesse de la Maison de Lorraine. Fille de François II de Lorraine et de Christine de Salm. - Mère de Marguerite-Louise d'Orléans, d'Élisabeth-Marguerite d'Orléans et de Françoise-Madeleine d'Orléans. |           |

## Maison de Bourbon (1710-1792)
| Portrait | Nom (dates)                                  | Époux                                                | Titres | Famille | Armoiries |
| -------- | -------------------------------------------- | ---------------------------------------------------- | --- | --- | --------- |
|          | Marie-Louise-Élisabeth d'Orléans (1696-1719) | - Charles de France (mariage en 1710)                | - Duchesse de Berry et d'Alençon (1710-1714) | - Princesse de la Maison d'Orléans. Fille de Philippe d’Orléans et de Françoise-Marie de Bourbon.             |           |
|          | Marie-Joséphine de Savoie (1753-1810)        | - Louis-Stanislas-Xavier de France (mariage en 1771) | - Comtesse de Provence et duchesse de Vendôme (1771-1792) - Duchesse d'Alençon (1774-1792) - Épouse du prétendant au trône de France (1795-1810) | - Princesse de la Maison de Savoie. Fille de Victor-Amédée III de Sardaigne et de Marie-Antoinette d'Espagne. |           |

## Quatrième maison d'Orléans (1844-1848, titre de courtoisie)
| Portrait | Nom (dates)                             | Époux                                   | Famille                          | Éléments biographiques |
| -------- | --------------------------------------- | --------------------------------------- | -------------------------------- | --- |
|          | Sophie-Charlotte en Bavière (1847-1897) | - Ferdinand d'Orléans (mariage en 1868) | - Duchesse d'Alençon (1868-1897) | - Princesse de la Maison de Wittelsbach. Fille de Maximilien en Bavière et de Ludovica de Bavière. - Mère de Louise d'Orléans et d'Emmanuel d'Orléans. |